# 福貝施峰
46°31′13.1″N 9°33′33″E / 46.520306°N 9.55917°E

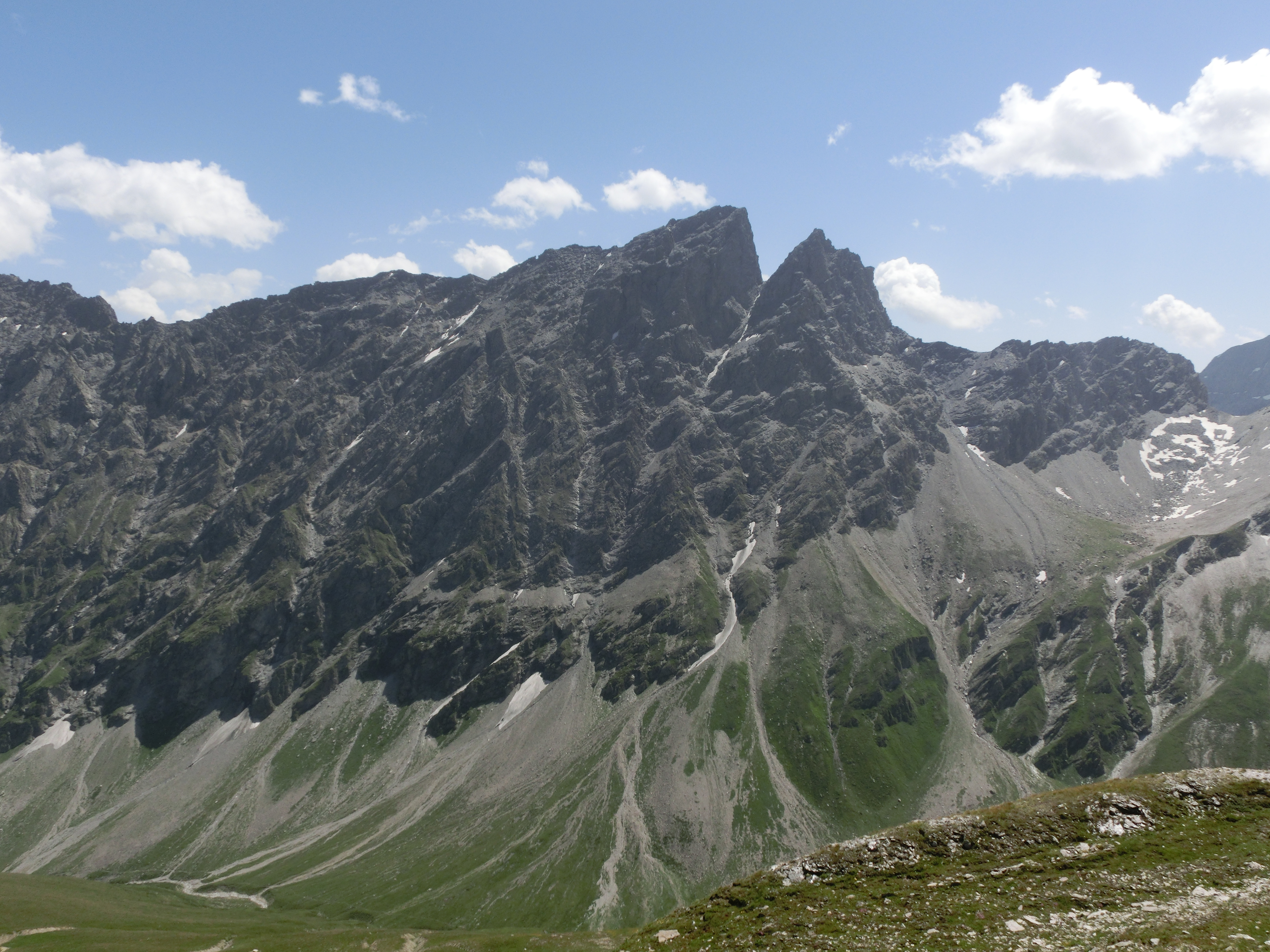

'（Piz Forbesch），是瑞士的山峰，位於該國東南部，由格勞賓登州負責管轄，屬於上哈爾布施泰因阿爾卑斯山脈的一部分，海拔高度3,262米，每年平均降雨量1,693毫米。